# Coppa Europa di sci alpino 1986
La Coppa Europa di sci alpino 1986 fu la 15ª edizione della manifestazione organizzata dalla Federazione Internazionale Sci, la prima a prevedere una classifica di supergigante.
In campo maschile l'austriaco Rudolf Nierlich si aggiudicò sia la classifica generale, sia quella di slalom gigante; lo svizzero Michael Plöchinger vinse quella di discesa libera, l'austriaco Rainer Salzgeber quella di supergigante e l'italiano Carlo Gerosa quella di slalom speciale. Lo svizzero Luc Genolet era il detentore uscente della Coppa generale.
In campo femminile l'austriaca Manuela Rüf si aggiudicò la classifica generale; la svizzera Chantal Bournissen vinse quella di discesa libera, l'austriaca Astrid Geisler quella di supergigante, l'italiana Cecilia Lucco quella di slalom gigante e la svedese Catharina Glassér-Bjerner quella di slalom speciale. L'austriaca Karin Buder era la detentrice uscente della Coppa generale.

## Uomini

### Classifiche

#### Generale
| Pos. | Nome               | Nazione  | Punti |
| ---- | ------------------ | -------- | ----- |
| 1    | Rudolf Nierlich    | Austria  | 220   |
| 2    | Niklas Lindqvist   | Svezia   | 125   |
| 3    | Helmut Mayer       | Austria  | 111   |
| 4    | Carlo Gerosa       | Italia   | 110   |
| 5    | Michael Plöchinger | Svizzera | 105   |
| 6    | Gerhard Lieb       | Austria  | 100   |
| 7    | Rainer Salzgeber   | Austria  | 97    |
| 8    | Mats Ericson       | Svezia   | 73    |
| 9    | Ernst Riedlsperger | Austria  | 68    |
| 10   | Franck Pons        | Francia  | 65    |

#### Discesa libera
| Pos. | Nome               | Nazione  | Punti |
| ---- | ------------------ | -------- | ----- |
| 1    | Michael Plöchinger | Svizzera | 105   |
| 2    | Franck Pons        | Francia  | 65    |
| 3    | Atle Skårdal       | Norvegia | 62    |
| 4    | Alberto Ghidoni    | Italia   | 58    |
| 5    | Carlo Cerutti      | Italia   | 53    |

#### Supergigante
| Pos. | Nome              | Nazione  | Punti |
| ---- | ----------------- | -------- | ----- |
| 1    | Rainer Salzgeber  | Austria  | 45    |
| 2    | Rudolf Stocker    | Austria  | 40    |
| 3    | Battista Tomasoni | Italia   | 32    |
| 4    | Jean-Luc Crétier  | Francia  | 28    |
| 5    | Stefan Grunder    | Svizzera | 25    |
| 5    | Rudolf Nierlich   | Austria  | 25    |
| 5    | Alberto Tomba     | Italia   | 25    |

#### Slalom gigante
| Pos. | Nome             | Nazione | Punti |
| ---- | ---------------- | ------- | ----- |
| 1    | Rudolf Nierlich  | Austria | 106   |
| 2    | Helmut Mayer     | Austria | 89    |
| 3    | Niklas Lindqvist | Svezia  | 52    |
| 3    | Rainer Salzgeber | Austria | 52    |
| 5    | Walter Gugele    | Austria | 46    |

#### Slalom speciale
| Pos. | Nome               | Nazione | Punti |
| ---- | ------------------ | ------- | ----- |
| 1    | Carlo Gerosa       | Italia  | 110   |
| 2    | Rudolf Nierlich    | Austria | 89    |
| 3    | Niklas Lindqvist   | Svezia  | 73    |
| 3    | Mats Ericson       | Svezia  | 73    |
| 5    | Ernst Riedlsperger | Austria | 68    |

## Donne

### Classifiche

#### Generale
| Pos. | Nome                      | Nazione  | Punti |
| ---- | ------------------------- | -------- | ----- |
| 1    | Manuela Rüf               | Austria  | 189   |
| 2    | Catharina Glassér-Bjerner | Svezia   | 165   |
| 3    | Astrid Geisler            | Austria  | 114   |
| 4    | Andrea Salvenmoser        | Austria  | 109   |
| 5    | Christine von Grünigen    | Svizzera | 108   |
| 6    | Chantal Bournissen        | Svizzera | 105   |
| 7    | Béatrice Gafner           | Svizzera | 103   |
| 8    | Cecilia Lucco             | Italia   | 102   |
| 9    | Nicoletta Merighetti      | Italia   | 98    |
| 10   | Camilla Nilsson           | Svezia   | 95    |

#### Discesa libera
| Pos. | Nome               | Nazione          | Punti |
| ---- | ------------------ | ---------------- | ----- |
| 1    | Chantal Bournissen | Svizzera         | 105   |
| 2    | Béatrice Gafner    | Svizzera         | 103   |
| 3    | Astrid Geisler     | Austria          | 89    |
| 4    | Golnur Postnikova  | Unione Sovietica | 63    |
| 5    | Lucie Laroche      | Canada           | 54    |

#### Supergigante
| Pos. | Nome               | Nazione  | Punti |
| ---- | ------------------ | -------- | ----- |
| 1    | Astrid Geisler     | Austria  | 25    |
| 2    | Ulrike Maier       | Austria  | 20    |
| 3    | Andrea Salvenmoser | Austria  | 15    |
| 4    | Kjersti Nilsen     | Norvegia | 12    |
| 5    | Lara Magoni        | Italia   | 11    |

#### Slalom gigante
| Pos. | Nome                      | Nazione | Punti |
| ---- | ------------------------- | ------- | ----- |
| 1    | Cecilia Lucco             | Italia  | 102   |
| 2    | Manuela Rüf               | Austria | 98    |
| 3    | Monica Äijä               | Svezia  | 60    |
| 3    | Fulvia Stevenin           | Italia  | 60    |
| 5    | Catharina Glassér-Bjerner | Svezia  | 56    |

#### Slalom speciale
| Pos. | Nome                      | Nazione  | Punti |
| ---- | ------------------------- | -------- | ----- |
| 1    | Catharina Glassér-Bjerner | Svezia   | 109   |
| 2    | Christine von Grünigen    | Svizzera | 108   |
| 3    | Nicoletta Merighetti      | Italia   | 98    |
| 4    | Manuela Rüf               | Austria  | 91    |
| 5    | Camilla Nilsson           | Svezia   | 75    |